# Scarlett Chorvat

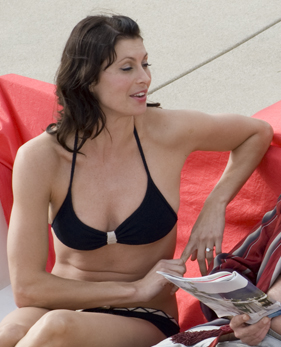
Scarlett Chorvat (2007)

Scarlett Chorvat (* 25. August 1972 in Bratislava, Tschechoslowakei) ist eine US-amerikanische Schauspielerin und Model slowakischer Herkunft.

## Leben
Chorvat wurde in Bratislava, in der heutigen Slowakei geboren und wurde nach Scarlett O’Hara, der Protagonisten des Romans Vom Winde verweht, benannt. Die Familie emigrierte in die Vereinigten Staaten und ließen sich in Detroit, Michigan nieder. Sie besuchte die dortige High School und bewies großes Talent in Tennis. Ab ihrem 15. Lebensjahr war sie als semiprofessionelle Tennisspielerin tätig. Sie bekam erste Modelaufträge und wurde zur Miss Hawaiian Tropic ernannt. Chorvat lebt seit 2000 in Los Angeles.
Im Jahr 2000 debütierte Chorvat in der Fernsehserie Freedom als Schauspielerin. Bis 2001 verkörperte sie die Rolle der Becca Shaw insgesamt 12 Mal. Ab 2001 folgte eine Rolle in der Fernsehserie The District – Einsatz in Washington sowie Rollen in den Fernsehfilmen Stop at Nothing und Lost Voyage – Das Geisterschiff. 2002 übernahm sie eine größere Rolle in Die Hochzeitsfalle. In den nächsten Jahren folgten weitere Besetzungen, zumeist Nebenrollen in Spielfilmen oder Episodenrollen in Fernsehserien wie Entourage, Boston Legal, Nip/Tuck – Schönheit hat ihren Preis oder 24.

## Filmografie
- 2000–2001: Freedom (Fernsehserie, 12 Episoden)
- 2001: Stop at Nothing (Fernsehfilm)
- 2001: Lost Voyage – Das Geisterschiff (Lost Voyage) (Fernsehfilm)
- 2001: The District – Einsatz in Washington (The District) (Fernsehserie, 5 Episoden)
- 2002: Frank McKlusky – Mann für besondere Fälle (Frank McKlusky, C.I.)
- 2002: Lost (Kurzfilm)
- 2002: Die Hochzeitsfalle (Buying the Cow)
- 2002: Push, Nevada (Fernsehserie, 7 Episoden)
- 2004: DKNY Road Stories (Kurzfilm)
- 2004: Voll auf die Nüsse (Dodgeball: A True Underdog Story)
- 2004: Entourage (Fernsehserie, Episode 1x08)
- 2005: Taylor
- 2006: Boston Legal (Fernsehserie, Episode 2x23)
- 2006: Broken
- 2006: Nip/Tuck – Schönheit hat ihren Preis (Nip/Tuck) (Fernsehserie, Episode 4x15)
- 2007: 24 (Fernsehserie, Episode 6x13)
- 2007: Born in the USA (Fernsehfilm)
- 2008: The Middleman (Fernsehserie, Episode 1x10)
- 2008: Shattered!
- 2009: The Perfect Sleep
- 2009: Mercy
- 2009: Narcissus Dreams (Kurzfilm)
- 2010: Kleine Lügen auf Bewährung (Crazy on the Outside)
- 2010: Black & White (Kurzfilm)
- 2010: The Event (Fernsehserie, Episode 1x07)
- 2012: Silver Case
- 2012: Hidden Moon
- 2015: Silver Case: Director’s Cut
- 2017: This Is Christmas
- 2018: The Liquid Psychologist (Kurzfilm)